# Zamimus pendleburyi
Zamimus pendleburyi là một loài ruồi trong họ Tachinidae.